# San Miguel, Chile
San Miguel este un oraș și comună din provincia Santiago, regiunea Metropolitană Santiago, Chile, cu o populație de 78.872 locuitori (2012) și o suprafață de 9,5 km2.